# Marysville (Pennsilvània)
Marysville és una població dels Estats Units a l'estat de Pennsilvània. Segons el cens del July 2008 tenia 2.425 habitants.

## Demografia
Segons el cens del 2000, Marysville tenia 2.306 habitants, 1.027 habitatges, i 635 famílies. La densitat de població era de 372,5 habitants/km².
Dels 1.027 habitatges en un 25% hi vivien nens de menys de 18 anys, en un 46,7% hi vivien parelles casades, en un 11,2% dones solteres, i en un 38,1% no eren unitats familiars. En el 31,3% dels habitatges hi vivien persones soles el 14,4% de les quals corresponia a persones de 65 anys o més que vivien soles. El nombre mitjà de persones vivint en cada habitatge era de 2,25 i el nombre mitjà de persones que vivien en cada família era de 2,8.
Per edats la població es repartia de la següent manera: un 21,2% tenia menys de 18 anys, un 7,4% entre 18 i 24, un 29,3% entre 25 i 44, un 24,9% de 45 a 60 i un 17,2% 65 anys o més.
L'edat mediana era de 40 anys. Per cada 100 dones de 18 o més anys hi havia 86,1 homes.
La renda mediana per habitatge era de 40.446 $ i la renda mediana per família de 47.094 $. Els homes tenien una renda mediana de 35.500 $ mentre que les dones 24.964 $. La renda per capita de la població era de 19.604 $. Entorn del 5,2% de les famílies i el 6,8% de la població estaven per davall del llindar de pobresa.

## Poblacions properes
El següent diagrama mostra les poblacions més properes.